# Base Aeronaval Comandante Espora
Base Aeronaval Comandante Espora är en flygbas i Argentina.   Den ligger i provinsen Buenos Aires, i den centrala delen av landet, 600 km sydväst om huvudstaden Buenos Aires. Base Aeronaval Comandante Espora ligger 69 meter över havet.
Flygbasen delar området med flygplatsen Aeropuerto Comandante Espora.